# Pirat's Sound Sistema
Pirat's Sound Sistema est un groupe espagnol de reggae et dancehall, originaire de Barcelone, en Catalogne. Formé en 2002, il s'agit du premier sound system catalan.

## Histoire
Formé au Can Vies de Sants, à Barcelone, et après plus de 200 concerts, le groupe Pirat's Sound Sistema fait ses débuts en 2005 avec l'album Sants sistema. L'album comprend des collaborations avec Xerramequ Tiquismiquis, Joan Garriga Carles Belda, et Pau Llonch sur le morceau A cada somni.
Vol. II sort en avril 2007. Sur ce deuxième album, ils continuent à explorer le mélange de reggae et de rap. Sur cet album, enregistré aux studios La Ramona à Barcelone et composé de 11 morceaux, les rythmes jamaïcains servent de toile de fond pour créer un mélange de styles musicaux avec du dancehall, du dub et du rocksteady. Il comprend des collaborations avec des membres de groupes tels qu'Obrint Pas, Xerramequ Tiquismiquis et La Troba Kung-Fú, entre autres.
Après le départ de Rodrigo Laviña et de DJ Merey, et l'arrivée de Pep Arimont au chant et de Sergi Brètol à la batterie, l'album Em bull la sang (2013) est produit grâce au financement participatif via la plateforme Verkami. Il s'agit d'une compilation d'hymnes générationnels à la musique chaleureuse, festive et dansante, imprégnée de complicité, de lutte, d'amour et d'espoir. Le groupe renoue avec le chant au quotidien des rues et des quartiers, au quotidien de la jeunesse du XXIe siècle : une génération au présent complexe, mais animée par une soif insatiable de vivre, de construire et de décider d'un avenir juste et meilleur.
Remena, sorti en 2018, est le quatrième album de Pirat's Sound Sistema après quinze ans de parcours, réédité sur le label Propaganda Pel Fet!, basé à Manresa. L'album conserve l'essence même qui les caractérise depuis leurs débuts : de fortes doses de reggae et de ska, conservant leurs racines jamaïcaines, agrémentées de rythmes mêlant instruments organiques et sonorités numériques et électroniques. Il comprend notamment Juanra de KOP sur le morceau ACAB et Tremenda Jauría sur Poemes i cançons,.
Après quatre albums studio, Pirat's Sound Sistema intègre une troisième chanteuse, Serena, sur son cinquième album, Bang bang! (2023). L'album présente des collaborations avec Maluks et Yung Rovelló, et la pochette présente une illustration représentant un Martien venu en vacances sur Terre, dégoûté par ce qu'il a vu.

## Style musical
Le groupe se compose de deux platines, d'une console de mixage, de bases dancehall, d'un DJ et de deux chanteurs,. Leurs paroles se partagent entre celles qui expriment un fort engagement politique et une dénonciation sociale, et d'autres caractérisées par un côté plus festif qui invite à bouger sans relâche.

## Discographie
- 2005 : Sants sistema (Propaganda Pel Fet!)
- 2007 : Vol. II (Propaganda Pel Fet!)
- 2013 : Em bull la sang (Propaganda Pel Fet!)
- 2018 : Remena (Propaganda Pel Fet!)
- 2020 :  Reggae in pandèmia (EP)[12]
- 2023 : Bang bang! (Propaganda Pel Fet!)